# Pseudechinus albocinctus
Pseudechinus albocinctus är en sjöborreart som först beskrevs av Hutton 1872.  Pseudechinus albocinctus ingår i släktet Pseudechinus och familjen Temnopleuridae. Inga underarter finns listade i Catalogue of Life.